# Phật Bình

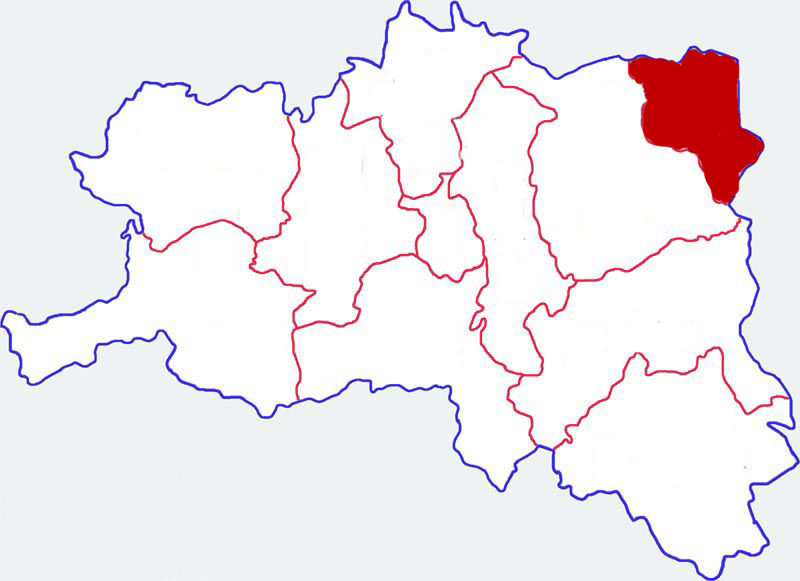
Vị trí của huyện Phật Bình tại tỉnh Thiểm Tây

Phật Bình (chữ Hán phồn thể:佛坪縣, chữ Hán giản thể: 佛坪县, âm Hán Việt: Phật Bình huyện) là một huyện thuộc địa cấp thị Hán Trung, tỉnh Thiểm Tây, Cộng hòa Nhân dân Trung Hoa. Huyện này có diện tích 1279 ki-lô-mét vuông, dân số 30.000 người. Mã số bưu chính của huyện Phật Bình là 723400. Chính quyền huyện đóng ở. Về mặt hành chính, huyện này được chia thành 2 trấn, 9 hương.
- Trấn: Di Gia Trang, Trần Gia Bá.
- Hương: Long Thảo Bình, Trường Giác Bác, Đông Nhạc Điện, Tây Xá Hà, Thập Mẫu Địa, Đại Hà Bá, Thạch Đôn Hà, Lật Tử Bá, Nhạc Bá.